# Districte d'Argentan
El Districte d'Argentan és un dels tres districte amb què es divideix el departament francès de l'Orne, a la regió de la Normandia. Té 17 cantons i 226 municipis. El cap del districte és la sotsprefectura d'Argentan.

## Cantons
cantó d'Argentan-Est - cantó d'Argentan-Oest - cantó d'Athis-de-l'Orne - cantó de Briouze - cantó d'Écouché - cantó d'Exmes - cantó de La Ferté-Frênel - cantó de Flers-Nord - cantó de Flers-Sud - cantó de Gacé - cantó de Le Merlerault - cantó de Messei - cantó de Mortrée - cantó de Putanges-Pont-Écrepin - cantó de Tinchebray - cantó de Trun - cantó de Vimoutiers